# Mosquée al-Aqmar
La mosquée al-Aqmar (en arabe : مسجداقمر)  est l'un des plus anciens sanctuaires islamiques de la ville du Caire, la capitale de la république d'Égypte. Bâtie en 1125 sous le califat d'al-Amir Bi-Ahkam Allah, le dixième calife fatimide du Caire, elle est l'une des premières mosquées de la ville à intégrer une façade suivant l'alignement de la rue, par opposition au plan traditionnel marqué par une façade parallèle à la qibla. Son nom signifiant « Clair de lune » devrait son origine à la luminosité de sa pierre grise. Son surnom de « mosquée grise » aurait la même origine.

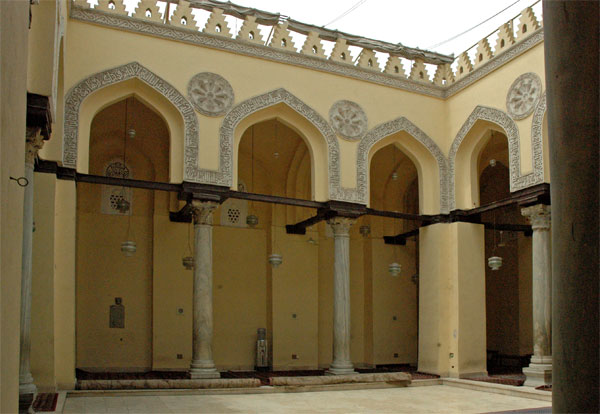
Sahn de la mosquée Al-Aqmar

La mosquée tient son originalité de la manière dont l'architecte a pris en compte la nécessité d'adapter le monument à la situation des lieux : si comme le veut la tradition, la qibla est orientée vers La Mecque, la façade suit quant à elle l'alignement de la rue, qui lui est presque perpendiculaire.
Le plan du sanctuaire diffère peu des autres mosquées de l'ère fatimide. Ainsi la mosquée est elle précédée d'une cour intérieure - le sahn - formant un carré de 10 mètres sur 10, encadrée par une galerie composée d'arcades - les riwaq - bordées d'inscription coraniques en caractères coufiques. 
La salle de prière, coiffée d'une coupole surbaissée, a été restaurée durant le règne du sultan Adh-Dhahir Barquq, soit vers l'an 1396.
La façade intègre les éléments traditionnels de l'architecture islamique : porche monumental et niches formés d'arc polylobés, muqarnas ou stalactites et inscriptions coraniques et honorifiques. Parmi ces dernières, notons ainsi le nom du calife al-Amir Bi-Ahkam Allah et de son vizir al-Mamun al-Batahi.